# Aeschynomene sansibarica
Aeschynomene sansibarica är en ärtväxtart som beskrevs av Paul Hermann Wilhelm Taubert. Aeschynomene sansibarica ingår i släktet Aeschynomene och familjen ärtväxter. Inga underarter finns listade i Catalogue of Life.